# 近肖古王
近肖古王（きんしょうこおう、生年不詳 - 375年）は百済の第13代の王（在位：346年 － 375年）であり、第11代の比流王の第2子。中国史料及び日本史料にはじめて名の現れる百済王である。

## 概要
百済の第13代の王・近肖古王が史実的には百済の初代王の可能性が強い。なお、百済の建国神話では、百済の建国時期は紀元前18年であるが、中国史料における百済の初見記事は、『資治通鑑』巻九十七・永和二年（345年）条であり、372年にはじめて東晋に朝貢し、4世紀に国際舞台に登場する。
K.J.H. GARDINERは、近肖古王の父である比流を、百済の初代王・温祚王の兄である沸流と同一人物と見て、比流以前の10人の百済王は虚構とした。
朝鮮古代史学者の李基東は、『三国史記』温祚王二十七年条にある百済による馬韓併合記事は、『日本書紀』神功紀が引用する『百済記』の記録から、360年遡及的に仮想されたものであり、史実の百済による馬韓併合は近肖古王代に行われたと主張している。

## 呼称
諡号（または追号）は第5代の肖古王と同じであるが、第6代仇首王と区別して第14代近仇首王とし、第4代蓋婁王と区別して第21代蓋鹵王の別名を近蓋婁王とするように、同名の王の区別の為に「近」の文字が用いられている。
『三国史記』には諱・諡は伝わっていない。『晋書』では余句、『日本書紀』では肖古王、『古事記』では照古王、『新撰姓氏録』では速古王とする。

## 治世

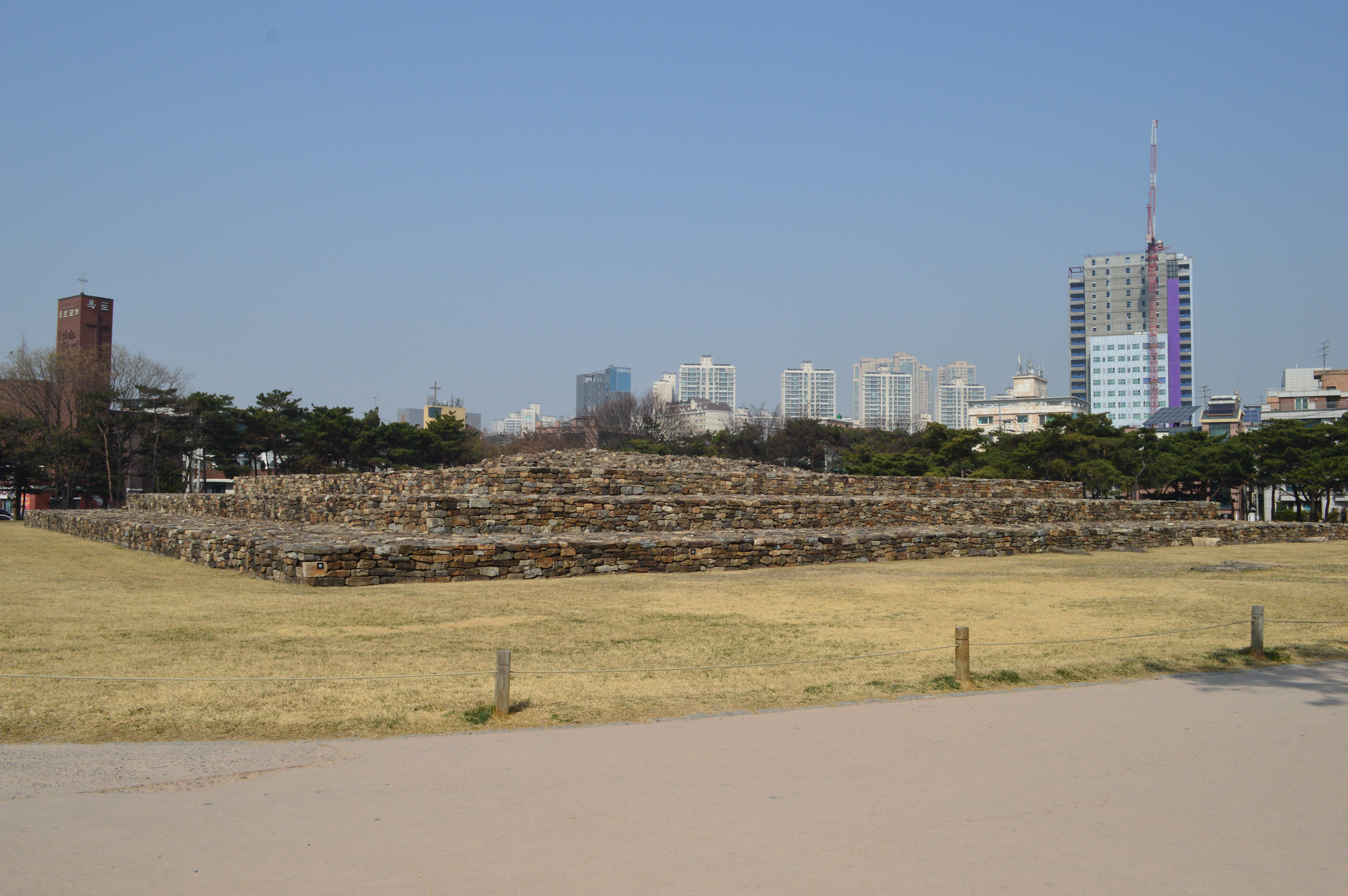
石村洞古墳群3号墳ソウル特別市松坡区。近肖古王の墓とする説が有力視される。

346年9月に先代の契王が薨去し、王位を継いだ。新羅とは和親（羅済同盟）を保ち、高句麗との抗争を続けた。369年には雉壌城（黄海南道白川郡）へ進駐してきた高句麗兵を急襲して5000の首級を挙げ、371年には太子（後の近仇首王）とともに高句麗の平壌へ攻め込み、故国原王を戦死させた。また372年1月には東晋に対して朝貢を行い、6月には鎮東将軍・領楽浪郡太守に封ぜられた。同じ頃、倭国に対しても七支刀（作成は369年と考えられている）を贈り、東晋~百済~倭のラインで高句麗に対抗する外交戦略をとった。こうした対高句麗の外交戦略は、次代の近仇首王にも引き継がれ、百済にとっての基本的な外交態勢となった。375年7月に高句麗が北部辺境の水谷城（黄海北道新渓郡多栗面）を攻め落としたため、将軍を送って反撃したが勝てなかった。王は再び大軍を派遣して高句麗を討とうとしたが、不作の為に出征はできなかった。
開国以来文字が無かったため記述ができなかったが、近肖古王の代になって博士の高興（こうこう、コフン）を得て、初めて文字（漢字）が伝わったとする。
在位30年にして375年11月に死去した。

## 倭（日本）との関係
『古事記』では、応神天皇の治世に百済王照古王が馬1つがいと『論語』『千字文』を応神天皇に貢上し、阿知吉師（あちきし）と和邇吉師（わにきし）を使者として倭国に貢上した、とされている。この照古王のことを『日本書紀』では肖古王としていて、年代や系譜関係からみて近肖古王に比定されているが、古事記の照古王については第5代の肖古王とする説もある。『三国史記』百済本紀によると、それまで百済に文字はなかったが、近肖古王の時代に高興という人物がやってきて漢字を伝えたので、この時より百済に初めて「書き記すということ」が始まったという。つまり照古王を近肖古王とした場合、百済は初めて伝来したばかりの『論語』『千字文』をほぼ即時に倭国に貢上したとも考えられるが、『日本書紀』では肖古王は神功皇后の治世に当たり、阿直岐（阿知吉師）と王仁（和邇吉師）の渡来は肖古王ではなく阿花王（阿莘王）の時代とされている。
ただし、『日本書紀』の歴史構成を批判的に検討する文献学的批判（和邇吉師が応神天皇（270年 – 310年）の治めていた頃の倭国へ『論語』『千字文』をもたらしたとされているが、『千字文』そのものが3世紀終わりにはいまだ成立していない）から、和邇吉師が『論語』『千字文』などの典籍を倭国にもたらしたという和邇吉師伝説・伝承の類は、歴史的事実ではないという指摘も多数存在する。そもそも阿知吉師、和邇吉師が実在の人物か否かすら不明である。

## 考証
百済の第13代の王・近肖古王が史実的には百済の初代王の可能性が強い。
『三国史記』 では、肖古王は近肖古に、仇首王は近仇首に重って二重になっている、という指摘がある。